# Batury (rejon wołożyński)
Batury (biał. Батуры; ros. Батуры) – wieś na Białorusi, w obwodzie mińskim, w rejonie wołożyńskim, w sielsowiecie Wołożyn.
W dwudziestoleciu międzywojennym folwark. Leżał on w Polsce, w województwie nowogródzkim, w powiecie wołożyńskim.